# Holomelaena anomistis
Holomelaena anomistis är en fjärilsart som beskrevs av George Francis Hampson. Holomelaena anomistis ingår i släktet Holomelaena och familjen nattflyn. Inga underarter finns listade i Catalogue of Life.